# ルシンダ・ウィリアムズ
ルシンダ・ウィリアムズ（Lucinda Williams Adams、1937年8月10日 - ）は、アメリカ合衆国の陸上競技選手。1960年ローマオリンピックの金メダリストである。ジョージア州チャタム郡ブルーミングデール出身。

## 経歴
ウィリアムズは、1950年代後半に活躍した女性スプリンターである。ジョージア州サバンナの高校に通っていたときにその才能を見初められ陸上を始めた。1955年、高校卒業後はテネシー州立大学に進学。大学在学中は勉強にスポーツに学校のスターであった。1956年メルボルンオリンピックに出場、100mで予選敗退という結果に終わる。
ウィリアムズは、1958年にアメリカ代表として、モスクワで行われたソ連との対抗戦に出場。200mと4×100mリレーの2種目で優勝。1959年のパンアメリカン競技大会でも、100m、200m、4×100mリレーの3種目で優勝した
そして、2度目のオリンピックとなった1960年ローマオリンピックでは、200mと4×100mリレーに出場。200mは準決勝で敗れたものの、4×100mリレーは、マーサ・ハドソン、バーバラ・ジョーンズそしてウィルマ・ルドルフとともに、44秒5で金メダルを獲得した。

## 主な実績
| 年   | 大会                   | 場所                       | 種目         | 結果      | 記録  |
| ---- | ---------------------- | -------------------------- | ------------ | --------- | ----- |
| 1956 | オリンピック           | メルボルン(オーストラリア) | 100m         | 3位（qf） | 12秒0 |
| 1959 | パンアメリカン競技大会 | シカゴ(アメリカ合衆国)     | 100m         | 1位       | 12秒1 |
| 1959 | パンアメリカン競技大会 | シカゴ(アメリカ合衆国)     | 200m         | 1位       | 24秒2 |
| 1959 | パンアメリカン競技大会 | シカゴ(アメリカ合衆国)     | 4×100mリレー | 1位       | 46秒4 |
| 1960 | オリンピック           | ローマ(イタリア)           | 200m         | 5位（sf） | 25秒0 |
| 1960 | オリンピック           | ローマ(イタリア)           | 4×100mリレー | 1位       | 44秒5 |

- sfは準決勝、qfは予選